# Rio Itapicuru
O rio Itapicuru é um curso de água que banha o Norte da Bahia, na região Nordeste do Brasil. Sua principal nascente se localiza no Piemonte da Chapada Diamantina (região norte da Chapada Diamantina).
Suas nascentes estão no limite entre os municípios de Antonio Gonçalves e Campo Formoso. O principal braço formador do rio era denominado rio São Jerônimo no período colonial, e sua denominação, hoje, é Itapicuru-Açu, para se diferenciar do rio Itapicuru-Mirim, que é um afluente temporário com a nascente em Miguel Calmon, também no Piemonte Norte da Chapada Diamantina.
Seu curso segue no sentido Oeste-Leste, de forma praticamente perene durante o ano todo, fato relativamente raro nesta região. Passa pelas estâncias hidrominerais de Caldas do Jorro e Caldas de Cipó e deságua no oceano Atlântico no município baiano do Conde.
Em janeiro de 2016, o rio transbordou de seu leito menor e alagou a maioria das ruas de Conde, ilhando o município. O número de desabrigados foi de centenas de famílias, tendo os efeitos sido menores, uma vez que a população foi avisada previamente da inundação em decorrência das fortes chuvas.

## Etimologia
"Itapicuru" procede do tupi antigo itapukury, "rio das pedras compridas" (itá, pedra, puku, comprida, e ry, rio).

## Municípios abrangidos
O rio Itapicuru percorre o território de 54 municípios baianos, sendo que 24 estão totalmente abrangidos e 30 apenas parcialmente.
Aqueles totalmente abrangidos são:
- Andorinha
- Antônio Gonçalves
- Araci
- Banzaê
- Caém
- Caldeirão Grande
- Cansanção
- Capim Grosso
- Cipó
- Conde
- Crisópolis
- Filadélfia
- Itiúba
- Monte Santo
- Nordestina
- Nova Soure
- Olindina
- Pindobaçu
- Ponto Novo
- Queimadas
- Quijingue
- Santaluz
- Saúde
- Senhor do Bonfim
- Tucano

E os parcialmente abrangidos:
- Acajutiba
- Aporá
- Biritinga
- Campo Formoso
- Canudos
- Cícero Dantas
- Conceição do Coité
- Conde
- Esplanada
- Euclides da Cunha
- Heliópolis
- Inhambupe
- Itapicuru
- Jacobina
- Jandaíra
- Jaguarari
- Miguel Calmon
- Mirangaba
- Quixabeira
- Retirolândia
- Ribeira do Amparo
- Ribeira do Pombal
- Rio Real
- São José do Jacuípe
- Sátiro Dias
- Serrolândia
- Teofilândia
- Uauá
- Valente
- Várzea do Poço

## Formação geológica
O rio empresta seu nome a um cinturão de rochas verdes (Greenstone Belt do Rio Itapicuru), associação geológica datada do Proterozoico Inferior.